# Aceite santo

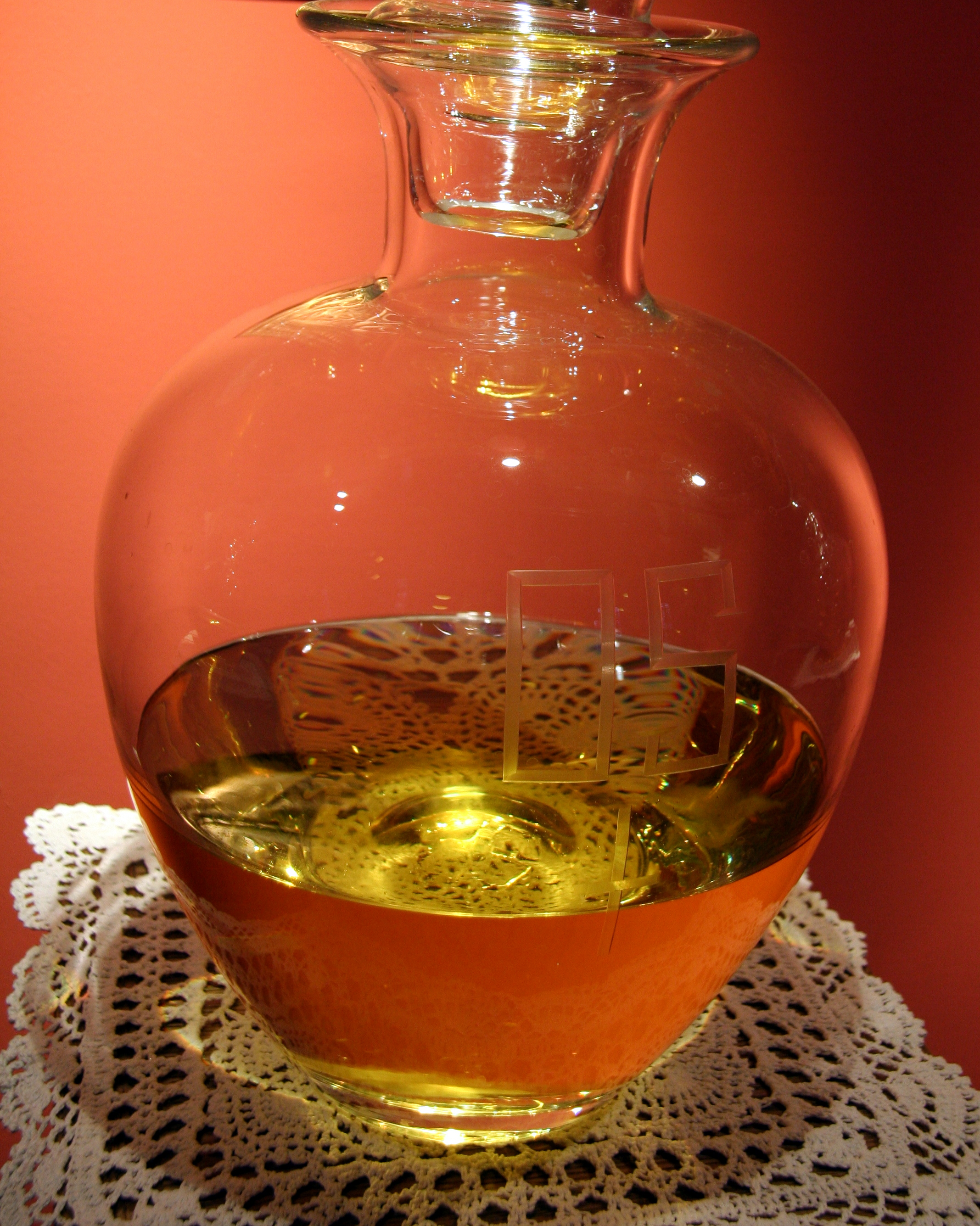
Aceite santo.

Se llama aceite santo, santos óleos o aceite de unción al aceite bendito por el obispo en la misa crismal y utilizado en diversas ceremonias religiosas. También sirve para primeras comuniones, bodas y bautismos.

## Historia
En el judaísmo y el cristianismo medieval se utilizó para consagrar a los reyes. En la actualidad se sigue usando en la Iglesia católica y en la Iglesia ortodoxa en diversos sacramentos y ceremonias (se considera sagrado). En la unción, el aceite trae la dimensión de muerte y resurrección.
Los santos óleos en el catolicismo son tres: el santo crisma, usado para ordenaciones, confirmaciones, bautizos y consagraciones de altares e iglesias; el óleo de los catecúmenos, usado para ungir a los que están preparándose para el bautismo, y el óleo de los enfermos, usado en el sacramento de la unción de los enfermos. Estos óleos los consagra el obispo de cada diócesis en la Misa Crismal, que celebra en su catedral, usualmente el Jueves Santo por la mañana. Luego, son distribuidos a las parroquias de su jurisdicción.
El uso de aceite bendecido en el bautismo está atestiguado desde el siglo III en documentos de la Iglesia primitiva como las Constituciones apostólicas, la Tradición apostólica y el Eucologio de Serapión. El progresivo desarrollo de la liturgia cristiana dio como resultado el uso de los distintos óleos.
A partir del siglo IV se empleó también otro tipo aceite santo para reemplazar el uso de las reliquias, difíciles de encontrar. Se impuso la costumbre de hacer traer el aceite bendecido que ardía día y noche en las lámparas delante de las tumbas de los santos y los mártires y otros santos lugares, como Jerusalén. 
A pesar de su desarrollo, su empleo no se extendió al ámbito de los sacramentos y la liturgia romana sino que quedó en el marco de la devoción popular, unido al uso de las reliquias y otros elementos bendecidos como el agua, el pan, las velas, las flores, y vinculados a santuarios y templos dedicados al culto de determinados santos. En la actualidad sigue existiendo esta práctica, aunque es muy reducida. Se lleva a la conclusión que sin la unción del Espíritu Santo no hay iglesia.
Du Cange, en su Glosarium oleum benedictum, cuenta que el aceite se empapaba primero en paños de algodón y luego se metía en unas pequeñas ampollas, generalmente de cristal, para facilitar su traslado. Los sacerdotes ungían con él a los fieles en determinados días. Añade además el relato de una serie de curaciones debidas a este uso. También se usaba en la consagración de los altares como sustituto de las reliquias.
Los Papas enviaban como un gran regalo aceite santo a los reyes y personajes ilustres. Se sabe que Gregorio Magno envió a Teodolinda sesenta y cinco ampollas con este contenido, que había sido extraído de las tumbas de los mártires más venerados. Se conservan algunas de estas ampollas, incluso las hay que llevan la primitiva etiqueta escrita.
En la ciudad de Monza (Italia), antigua capital de los lombardos, se conservan bastantes ampollas. La mayoría son de cristal pero hay algunas de metal que están decoradas con figuras y escenas cristianas y constituyen un verdadero tesoro arqueológico.